# París-Niça 2011
La París-Niça 2011 és la 69a edició de la cursa ciclista París-Niça i es disputà entre el 6 i el 13 de març de 2011. Aquesta era la segona prova de l'UCI World Tour 2011, després del Tour Down Under.
La cursa va ser guanyada per l'alemany Tony Martin (Team HTC-High Road), que fou seguit pel seu compatriota Andreas Klöden (Team RadioShack) i el britànic Bradley Wiggins (Team Sky). Martin va cimentar la seva victòria en la classificació general amb la victòria en la contrarellotge individual de la sisena etapa.

## Equips participants
22 equips prenen part en aquesta edició de la París-Niça, entre ells quatre equips continentals professionals: Bretagne-Schuller, Cofidis, Europcar i FDJ
| Núm.    | Codi | Equip                 |
| ------- | ---- | --------------------- |
| 1-8     | RAB  | Rabobank ProTeam      |
| 11-18   | GRM  | Garmin-Cervélo        |
| 21-28   | THR  | Team HTC-Highroad     |
| 31-38   | SKY  | Team Sky              |
| 41-48   | ALM  | AG2R La Mondiale      |
| 51-58   | MOV  | Movistar Team         |
| 61-68   | OLO  | Omega Pharma-Lotto    |
| 71-78   | AST  | Astana Qazaqstan Team |
| 81-88   | RSH  | Team RadioShack       |
| 91-98   | FDJ  | FDJ                   |
| 101-108 | VCD  | Vacansoleil-DCM       |

| Núm.    | Codi | Equip                  |
| ------- | ---- | ---------------------- |
| 111-118 | LIQ  | Liquigas-Cannondale    |
| 121-128 | SAX  | Saxo Bank-Sungard      |
| 131-138 | LEO  | Team Leopard-Trek      |
| 141-148 | COF  | Cofidis                |
| 151-158 | KAT  | Team Katusha           |
| 161-168 | BMC  | BMC Racing Team        |
| 171-178 | QST  | QuickStep Cycling Team |
| 181-188 | EUC  | Europcar               |
| 191-198 | EUS  | Euskaltel–Euskadi      |
| 201-208 | LAM  | Lampre-ISD             |
| 211-218 | BSC  | Bretagne-Schuller      |

## Etapes
| Etapes   | Data       | Recorregut                                       | Km    | Vencedor d'etapa    | Líder de la general |
| -------- | ---------- | ------------------------------------------------ | ----- | ------------------- | ------------------- |
| 1a etapa | 6 de març  | Houdan - Houdan                                  | 154,5 | Thomas de Gendt     | Thomas de Gendt     |
| 2a etapa | 7 de març  | Montfort-l'Amaury - Amilly                       | 198,5 | Gregory Henderson   | Thomas de Gendt     |
| 3a etapa | 8 de març  | Cosne-Cours-sur-Loire - Nuits-Saint-Georges      | 202,5 | Matthew Harley Goss | Matthew Harley Goss |
| 4a etapa | 9 de març  | Crêches-sur-Saône - Belleville                   | 191,0 | Thomas Voeckler     | Thomas de Gendt     |
| 5a etapa | 10 de març | Saint-Symphorien-sur-Coise - Vernoux-en-Vivarais | 194,0 | Andreas Klöden      | Andreas Klöden      |
| 6a etapa | 11 de març | Rognes - Ais de Provença (CRI)                   | 27,0  | Tony Martin         | Tony Martin         |
| 7a etapa | 12 de març | Brignoles - Biot-Sophia Antipolis                | 215,5 | Rémy di Gregorio    | Tony Martin         |
| 8a etapa | 13 de març | Niça - Niça                                      | 124,0 | Thomas Voeckler     | Tony Martin         |

### Etapa 1
Houdan - Houdan. 6 de març, 154,5 km.
Etapa de 154,5 km pels voltants d'Houdan, al departament d'Yvelines. Després d'un circuit inicial lleugerament ondulat, amb un pas de 3a categoria, la cota de Septeuil (1 km al 4,7%) al km 24,5, els ciclistes passen a córrer en un segon circuit de 24 km al qual hauran de donar 3 voltes.
Al km 15 Damien Gaudin (Europcar) i Gorka Izagirre (Euskaltel–Euskadi) s'escapen. El francès passa el primer per la cota de Septeuil, fent-se d'aquesta manera amb el mallot de la muntanya. Al km 33 tenen 8' 15" sobre el gran grup. En aquest moment el Team HTC-High Road, amb l'ajuda del Team Sky i el Garmin-Cervélo, comença a controlar la cursa i la diferència es redueix fins als 3'. Finalment al km 113 són agafats.
Poc després es produeix un atac de Jeremy Roy (FDJ), al qual s'afegeix Thomas de Gendt (Vacansoleil-DCM) i Jens Voigt (Team Leopard-Trek). Ràpidament aconsegueixen 1' sobre el grup principal, on comencen a tirar els ciclistes del QuickStep Cycling Team. La diferència s'estabilitzarà en els 35" i durant més de 20 km es mantindran controlats pel grup, però finalment no seran agafats i es jugaran l'etapa a l'esprint. Thomas de Gendt guanya i s'emporta el lideratge, el mallot dels punts i dels joves.
|   | Ciclista          | Equip               | Temps      |
| - | ----------------- | ------------------- | ---------- |
| 1 | Thomas de Gendt   | Vacansoleil-DCM     | 4h 05' 06" |
| 2 | Jérémy Roy        | FDJ                 | m.t        |
| 3 | Heinrich Haussler | Garmin-Cervélo      | m.t        |
| 4 | Peter Sagan       | Liquigas-Cannondale | m.t        |
| 5 | Gregory Henderson | Team Sky            | m.t        |

|   | Ciclista          | Equip             | Temps      |
| - | ----------------- | ----------------- | ---------- |
| 1 | Thomas de Gendt   | Vacansoleil-DCM   | 4h 04' 53" |
| 2 | Jérémy Roy        | FDJ               | + 6"       |
| 3 | Heinrich Haussler | Garmin-Cervélo    | + 9"       |
| 4 | Damien Gaudin     | Europcar          | + 10"      |
| 5 | Jens Voigt        | Team Leopard-Trek | + 11"      |

### Etapa 2
Montfort-l'Amaury - Amilly. 7 de març, 199 km.
Etapa de 199 km pràcticament plana a través dels departaments de l'Yvelines, l'Essonne, l'Eure i Loir i el Loiret. Els ciclistes disputaran dos esprints intermedis, al km 66 i el 153,5.
Des del primer quilòmetre es produeix un atac de Yoann Offredo (FDJ), seguit per Maxime Bouet (AG2R La Mondiale) i Tony Gallopin (Cofidis). El trio tindrà 5' al km 57. Gallopin guanya el primer esprint. Als 80 km de cursa la diferència s'ha reduït als 3' i Offredo perd contacte amb els escapats. Tot seguit la diferència torna a augmentar fins al 6' 15" al km 93.
Al km 100, el Team Sky acceleren el ritme del gran grup, fent que els escapats sols tinguin 1' 45" al km 118. A 40 km per a l'arribada la diferència és sols de 45", quan un pas a nivell tancat farà que siguin quasi agafats. A 32 km Gallopin es rendeix i queda sols Bouet al capdavant, però també serà agafat al km 168. Tot i alguns intents d'escapada finalment s'arribarà a l'esprint a la meta d'Amilly, sent guanyat per Greg Henderson (Team Sky), per davant Matthew Goss (Team HTC-High Road) i Denís Galimziànov (Team Katusha).
|   | Ciclista          | Equip               | Temps      |
| - | ----------------- | ------------------- | ---------- |
| 1 | Gregory Henderson | Team Sky            | 5h 00' 06" |
| 2 | Matthew Goss      | Team HTC-High Road  | m.t        |
| 3 | Denís Galimziànov | Team Katusha        | m.t        |
| 4 | Heinrich Haussler | Garmin-Cervélo      | m.t        |
| 5 | Peter Sagan       | Liquigas-Cannondale | m.t        |

|   | Ciclista          | Equip              | Temps      |
| - | ----------------- | ------------------ | ---------- |
| 1 | Thomas De Gendt   | Vacansoleil-DCM    | 9h 05' 48" |
| 2 | Gregory Henderson | Team Sky           | + 4"       |
| 3 | Jérémy Roy        | FDJ                | + 7"       |
| 4 | Matthew Goss      | Team HTC-High Road | + 8"       |
| 5 | Tony Gallopin     | Cofidis            | + 8"       |

### Etapa 3
Cosne-Cours-sur-Loire - Nuits-Saint-Georges. 8 de març, 202,5 km.
La cota de Bécoup (5,1 km al 5,3%), de 2a categoria, i amb el cim a 12 km per a l'arribada és l'úncia dificultat puntuable d'una jornada força trencacames. Dos esprints intermedis, al km 74,5 i 156, es trobaran els ciclistes abans de l'arribada a Nuits-Saint-Georges, a través dels departaments de Nièvre i Costa d'Or.
Des del primers quilòmetre Cédric Pineau (FDJ) ataca, sent seguit per Blel Kadri (AG2R La Mondiale), Jussi Veikkanen (Omega Pharma-Lotto), Cyril Gautier (Europcar) i Romain Hardy (Bretagne-Schuller). Al km 65 tenen 4' 35" respecte al gran grup. Pineau guanya el primer esprint del dia al davant de Gautier i Hardi.
Al km 160, els companys del mallot groc acceleren el ritme, reduint la diferència a 3 minuts. Gautier guanya el segon del dia al davant de Pineau i Kadri. Per darrere el ritme augmenta i entre els escapats Veikkanen ataca dues vegades en l'ascensió a la cota de Bécoup, però sense sort. Al cim els escapats sols disposen de 14" respecte al gran grup.
Dos quilòmetres més tard Thomas Voeckler (Europcar) ataca. Ràpidament agafa els escapats i sols Blel Kadri el pot seguir. Aquest duet arriba a tenir 20 segons respecte a un grup principal encapçalat pel Liquigas-Cannondale i el Vacansoleil-DCM. Finalment a manca de 5 km seran agafats i la victòria se la juguen a l'esprint. Aquest és accidentat per la caiguda de Peter Sagan (Liquigas-Cannondale) i Yoann Offredo (FDJ). Matthew Goss (Team HTC-High Road) s'imposarà a l'esprint, aconseguint també el lideratge i el mallot blanc, per davant Heinrich Haussler (Garmin-Cervélo), que obté el mallot verd, i Denís Galimziànov (Team Katusha).
|   | Ciclista           | Equip              | Temps           |
| - | ------------------ | ------------------ | --------------- |
| 1 | Matthew Goss       | Team HTC-High Road | 5 h 16 min 48 s |
| 2 | Heinrich Haussler  | Garmin-Cervélo     | m.t             |
| 3 | Denís Galimziànov  | Team Katusha       | m.t             |
| 4 | José Joaquín Rojas | Movistar Team      | m.t             |
| 5 | Geraint Thomas     | Team Sky           | m.t             |

|   | Ciclista          | Equip              | Temps       |
| - | ----------------- | ------------------ | ----------- |
| 1 | Matthew Goss      | Team HTC-High Road | 14h 22' 34" |
| 2 | Thomas de Gendt   | Vacansoleil-DCM    | + 2"        |
| 3 | Heinrich Haussler | Garmin-Cervélo     | + 6"        |
| 4 | Greg Henderson    | Team Sky           | + 6"        |
| 5 | Denís Galimziànov | Team Katusha       | + 8"        |

### Etapa 4
Crêches-sur-Saône - Belleville. 9 de març, 191 km.

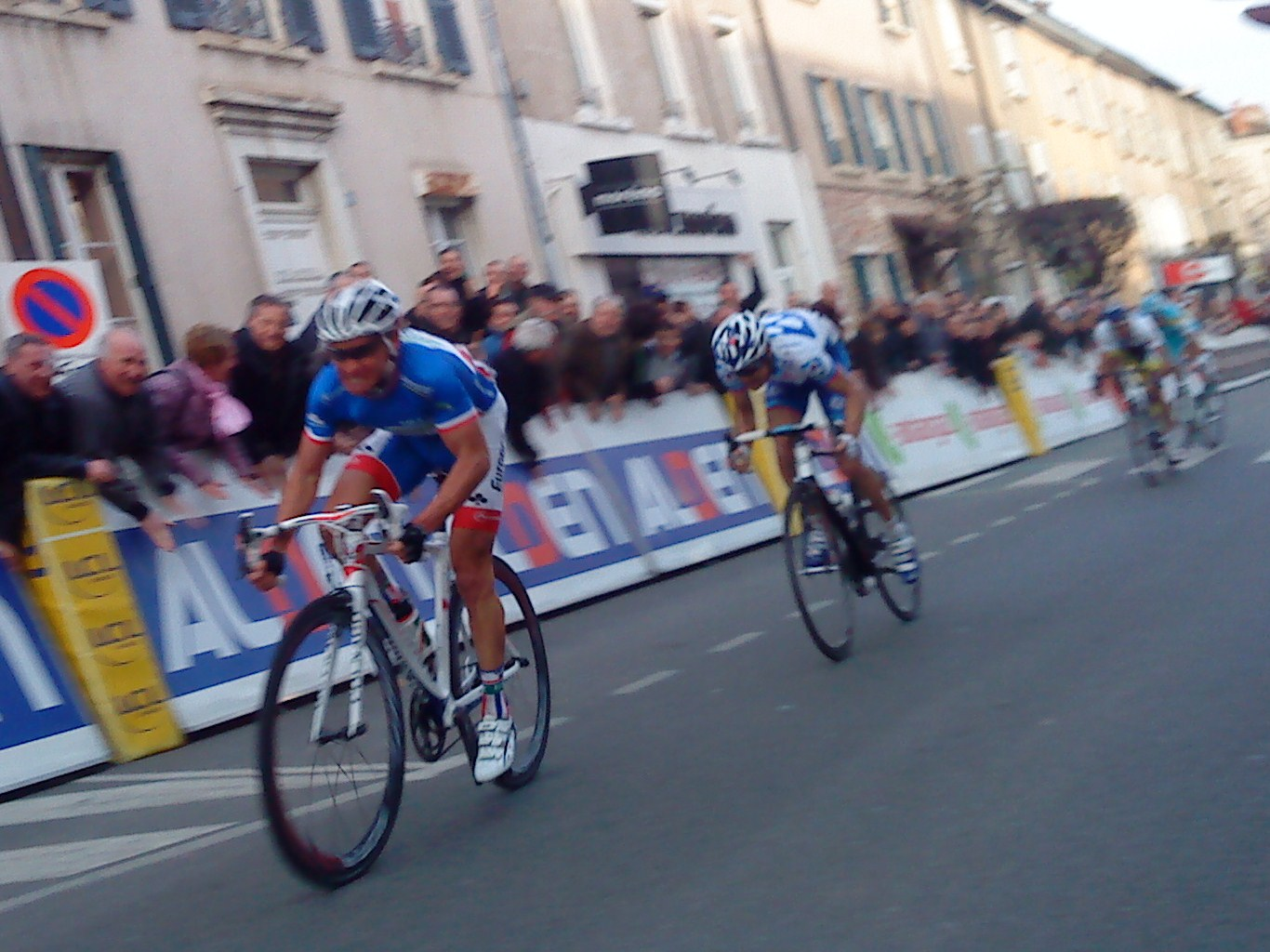
Victòria de Thomas Voeckler a Belleville.

Etapa força accidentada en tot el seu recorregut, amb tres ports de 2a categoria (km 17, 97,5 i 146) i quatre de 3a (56,5, 65, 129,5 i 156). Amb tot, el darrer d'ells, de tercera, es troba a 35 km per a l'arribada. Durant l'etapa els ciclistes tindran dos esprints intermedis, als km 82,5 i 176,5. Durant el trajecte es passarà pels departaments de Saône-et-Loire, Roine i Loire.
Etapa animanda, amb nombrosos intents d'escapada només de sortida. Al km 6, Thomas Voeckler (Europcar) i Thomas de Gendt (Vacansoleil-DCM) ataquen, sent seguits per Rémi Pauriol (FDJ). Francis de Greef (Omega Pharma-Lotto) i Rémi di Grégorio (Astana Qazaqstan Team) s'afegiran al trio al km 14. Al km 65 disposaran de 5' 15" respecte al gran grup. Pauriol passa en primera posició tots els ports i De Gendt s'emporta el primer esprint intermedi, per davant Voeckler i Pauriol. A partir d'aquest punt el Team HTC-High Road, el Team Sky i el Gramin-Cervélo inicien la persecució.
Al coll Fût d'Avenas el Liquigas-Cannondale pren les regnes del gran grup i al cim, per on passa Pauriol en primer lloc, la diferència s'ha reduït a 1' 25". Els escapats perden Francis de Greef. De Gendt torna a guanyar el segon esprint intermedi, per davant Voeckler i Pauriol, reforçant d'aquesta manera el lideratge virtual de la cursa, amb 4" per davant Matthew Goss (Team HTC-High Road).
Tot i tenir-los ben a prop, els escapats mantindran una certa distància i arribaran en solitari a la meta on es juguen l'etapa a l'esprint, sent el vencedor Thomas Voeckler per davant Rémi Pauriol, que es fa amb el mallot la muntanya, i Thomas De Gendt, que es torna a col·locar de líder. Heinrich Haussler (Garmin-Cervélo) lidera el gran grup, que entra a 13".
|   | Ciclista          | Equip                 | Temps      |
| - | ----------------- | --------------------- | ---------- |
| 1 | Thomas Voeckler   | Europcar              | 5h 04' 20" |
| 2 | Rémi Pauriol      | FDJ                   | m.t        |
| 3 | Thomas de Gendt   | Vacansoleil-DCM       | m.t        |
| 4 | Rémy di Grégorio  | Astana Qazaqstan Team | m.t        |
| 5 | Heinrich Haussler | Garmin-Cervélo        | + 13"      |

|   | Ciclista         | Equip                 | Temps            |
| - | ---------------- | --------------------- | ---------------- |
| 1 | Thomas de Gendt  | Vacansoleil-DCM       | 19 h 26 min 46 s |
| 2 | Thomas Voeckler  | Europcar              | + 10"            |
| 3 | Rémi Pauriol     | FDJ                   | + 16"            |
| 4 | Matthew Goss     | Team HTC-High Road    | + 21"            |
| 5 | Rémy di Grégorio | Astana Qazaqstan Team | + 24"            |

### Etapa 5
Saint-Symphorien-sur-Coise - Vernoux-en-Vivarais. 10 de març, 194 km.
Etapa reina de la present edició, amb 7 ports puntuables. Al km 29 es troben la cota des Ayats (1,7 km al 4,8%), de 3a categoria i tot seguit el primer esprint intermedi (km 38) i el coll de la Croix de Chaubouret (9,8 km à 6,6%), de 1a categoria, al km 54. Després d'un llarg descens la cursa entra en una zona més tranquil·la, amb l'ascensió a la cota de Saint-Jeure-d'Ay (1,9 km al 5,5%), de 3a categoria al km 96.5. Al km 128,5 hi ha el segon esprint del dia, i a partir d'aquell moment s'enllacen 3 ports de manera consecutiva: el coll de Montreynaud (7,4 km al 4,9%), de 2a categoria, la cota de Vernoux-en-Vivarais (1 km al 5,4%) i el coll de Comberon (4,4 al 4,4%), ambdues de 3a categoria, amb els cims al km 136, 144 i 151,5. Després d'un llarg descens i un tram pla la cursa afronta la darrera ascensió, el coll de la Mûre (7,6 km al 8,3%), de 1a categoria i amb el cim a sols 10 km per a l'arribada a Vernoux-en-Vivarais. Durant l'etapa es passarà pels departaments de Roine, Loira i l'Ardecha.
Tot i algun intent d'escapada els ciclistes arriben a la cota des Ayats agrupats, on Rémi Pauriol (FDJ) passa en primera posició tot consolidant el lideratge de la muntanya. Heinrich Haussler (Garmin-Cervélo) fa el mateix al primer esprint intermedi per consolidar el mallot dels punts. Al km 51, Sergio Paulinho (Team RadioShack) ataca, sent seguit per Jean-Christophe Péraud (AG2R La Mondiale), Roman Kreuziger (Astana Qazaqstan Team) i Sylvain Chavanel (QuickStep Cycling Team). El grup serà agafat ràpidament donada la seva persillositat.
Lieuwe Westra (Vacansoleil-DCM) ataca llavors i passa pel cim de la Croix de Chaubouret amb 35" sobre Christophe Le Mével (Garmin-Cervélo), Hubert Dupont (AG2R La Mondiale), David López García (Movistar Team) i Arnold Jeannesson (FDJ). Al km 65 s'uniran els escapats, els quals arribaran a tenir 4' 10" de diferència al km 79, moment en què el Team RadioShack i el Rabobank ProTeam inicien la persecució. Al coll de Montreynaud sols Dupont, López García i Westra continuen al capdavant. En aquest punt s'inicient els atacs pel darrere, amb l'atac de Pierrick Fédrigo, Sandy Casar (FDJ), Juan Manuel Gárate (Rabobank ProTeam), Kanstantsín Siutsou (Team HTC-High Road), Blel Kadri (AG2R La Mondiale), Jens Voigt (Team Leopard-Trek), Jérôme Pineau (QuickStep Cycling Team) i Grega Bole (Lampre-ISD). Al cim els escapats sols disposen de 35" i al km 156 seran agafats. En el descens del coll de Comberon quedarà un septet al capdavant, però seran agafats a l'inici del coll de la Mûre.
L'Astana Qazaqstan Team, amb Aleksandr Vinokúrov i Rémy di Grégorio, endureixen el ritme del pilot i el seu líder, Roman Kreuziger, ataca, tot i que sols serveix per trencat el grup dels favorits, entre els quals ja no hi és el fins aleshores líder Thomas de Gendt. Tot seguit Matteo Carrara (Vacansoleil-DCM) ataca i Robert Kiserlovski (Astana Qazaqstan Team) el segueix. Rein Taaramäe (Cofidis) i Xavier Tondo (Movistar Team) ataquen a 500 metres del cim, unint-se als escapats. En el descens Samuel Sánchez (Euskaltel–Euskadi), Janez Brajkovic, Andreas Klöden (Team RadioShack) i Tony Martin s'uneixen al grup capdavanter. Els 8 homes mantindran una diferència de 20 segons respecte als perseguidors i es juguen l'etapa a l'esprint, sent guanyada per Andreas Klöden, el qual també aconsegueix el liderat.
|   | Ciclista       | Equip              | Temps      |
| - | -------------- | ------------------ | ---------- |
| 1 | Andreas Klöden | Team RadioShack    | 4h 59' 00" |
| 2 | Samuel Sánchez | Euskaltel–Euskadi  | m.t        |
| 3 | Matteo Carrara | Vacansoleil-DCM    | m.t        |
| 4 | Tony Martin    | Team HTC-High Road | m.t        |
| 5 | Rein Taaramae  | Cofidis            | m.t        |

|   | Ciclista           | Equip                 | Temps       |
| - | ------------------ | --------------------- | ----------- |
| 1 | Andreas Klöden     | Team RadioShack       | 24h 26' 13" |
| 2 | Samuel Sánchez     | Euskaltel–Euskadi     | + 4"        |
| 3 | Matteo Carrara     | Vacansoleil-DCM       | + 6"        |
| 4 | Tony Martin        | Team HTC-High Road    | + 10"       |
| 5 | Robert Kiserlovski | Astana Qazaqstan Team | + 10"       |

### Etapa 6
Rognes - Aix-en-Provence. 11 de març, 27 km, CRI.
Aquesta contrarellotge és la més llarga que es disputa a la París-Niça des de l'edició de 1968. El recorregut té un inici en descens, per a partir del control de temps intermedi (km 15,5) començar l'ascens a la cota de la Cride (no puntuble), i tot seguit iniciar el descens fins a la línia d'arribada a Aix-en-Provence.
Tony Martin (Team HTC-High Road) s'emporta l'etapa i el liderat de la cursa. Per la seva part Rein Taaramäe (Cofidis) es fa amb mallot blanc en detriment de Robert Kiserlovski (Astana Qazaqstan Team).
|   | Ciclista               | Equip              | Temps   |
| - | ---------------------- | ------------------ | ------- |
| 1 | Tony Martin            | Team HTC-High Road | 33' 24" |
| 2 | Bradley Wiggins        | Team Sky           | + 20"   |
| 3 | Richie Porte           | Saxo Bank-Sungard  | + 29"   |
| 4 | Andreas Klöden         | Team RadioShack    | + 46"   |
| 5 | Jean-Christophe Péraud | AG2R La Mondiale   | + 55"   |

|   | Ciclista               | Equip              | Temps       |
| - | ---------------------- | ------------------ | ----------- |
| 1 | Tony Martin            | Team HTC-High Road | 24h 59' 47" |
| 2 | Andreas Klöden         | Team RadioShack    | + 36"       |
| 3 | Bradley Wiggins        | Team Sky           | + 39"       |
| 4 | Rein Taaramäe          | Cofidis            | + 1' 10"    |
| 5 | Jean-Christophe Péraud | AG2R La Mondiale   | + 1' 14"    |

### Etapa 7
Brignoles - Biot-Sophia Antipolis. 12 de març, 215,5 km
La primera part de l'etapa és força irregular, amb un esprint intermedi (km 30,5) i dues cotes puntuables, una segona categoria, la cota de Tuillières (2,2 km al 7,8%), i una de tercera, la cota de Mont-Meaux (1,7 km al 4,8%), amb els cims al km 47,5 i 63. A partir de l'avituallament no hi ha descans: cota de Cabris (7,6 km al 5,8%), primera categoria, km 102,5, coll de Ferrier (4,3 km al 6,8%), de primera i que té el cim al km 113, i tot seguit una desena de quilòmetres de fals pla i un dur mur no puntuable, per enllaçar amb un llarg descens per enllaçar amb la cota de Gourdon (6,3 km al 4,4%) de segona (km 151,5). Un descens duu els ciclistes fins a la meta on es troben el segon esprint de la jornada i inicien un circuit de 19 km molt accidentat, però sense cap cota puntuable.
Inici d'etapa sota l'aigua amb nombrosos intents d'escapada que en un primer moment no tindran gaire èxit, fins que al km 82 s'escapen Karsten Kroon (BMC Racing Team) i Eric Berthou (Bretagne-Schuller). Al km 91 tindran una diferència de 6' 50". El Garmin-Cervélo encapçala la persecució, reduint la diferència a 4' 40" a manca de 100 per l'arribada. Berthou passa el primer per la cota de Cabris i el coll de Ferrier, mentre Rémi Pauriol (FDJ), líder de la muntanya, passa el tercer i quart, per davant Lieuwe Westra (Vacansoleil-DCM), sobre el que té 14 punts d'avantatge a l'inici de l'etapa. Al km 144, Westra ataca, seguit per David López García (Movistar Team). A la cota de Gourdon Westra ataca, però cau al km 160.
A partir d'aquest moment la pluja farà que nombrosos ciclistes vagin per terra. El Movistar Team imposa un fort ritme i a l'inici del circuit la diferència dels escapats s'ha reduït a 2' i el gran grup es va fraccionant i perdent unitats. Al km 180 Karsten Kroon ataca, però poc després és neutralitzat.
En aquests moments és Rémy di Grégorio (Astana Qazaqstan Team) el que ataca i ràpidament aconsegueix 20" que no podran ser retallats per darrere, guanyant l'etapa en solitari, amb 5" sobre Samuel Sánchez (Euskaltel–Euskadi). Tony Martin (Team HTC-High Road) conserva el liderat.
|   | Ciclista         | Equip                 | Temps      |
| - | ---------------- | --------------------- | ---------- |
| 1 | Rémy di Grégorio | Astana Qazaqstan Team | 5h 46' 23" |
| 2 | Samuel Sánchez   | Euskaltel–Euskadi     | + 5"       |
| 3 | Rigoberto Uran   | Team Sky              | + 5"       |
| 4 | Andreas Klöden   | Team RadioShack       | + 7"       |
| 5 | Tony Martin      | Team HTC-High Road    | + 7"       |

|   | Ciclista               | Equip              | Temps       |
| - | ---------------------- | ------------------ | ----------- |
| 1 | Tony Martin            | Team HTC-High Road | 30h 46' 17" |
| 2 | Andreas Klöden         | Team RadioShack    | + 36"       |
| 3 | Bradley Wiggins        | Team Sky           | + 41"       |
| 4 | Rein Taaramäe          | Cofidis            | + 1' 10"    |
| 5 | Jean-Christophe Péraud | AG2R La Mondiale   | + 1' 21"    |

### Etapa 8
Niça - Niça. 13 de març, 124 km
Darrera etapa, curta i dura, amb cinc ports puntuables en els 124 km. D'inici es passa pel primer esprint intermedi (km 19) i a partir d'aquí es van enllaçant ports: cota de Duranus, km 33,5 (3,9 km al 4,3%), de tercera categoria, coll de Châteauneuf (5,4 km al 4,4%) i coll de Calaïson (6,3 km al 4,4%), de segona (km 55,5 i 70), coll de la Turbie (7,6 km al 4,8%) i Coll d'Èze (4,2 km al 6,8%), ambdós de primera (km 94 i 108,5). El descens duu els ciclistes a la Promenade des Anglais, on hi ha la meta, previ pas per un darrer esprint (km 110,5).
Només començar l'etapa ja hi ha intents d'escapada que seran ràpidament reduïts. En l'ascens a la cota de Duranus Thomas Voeckler (Europcar) ataca i poc després es forma un grup integrat per: Linus Gerdemann (Team Leopard-Trek), David López García (Movistar Team), Aleksandr Vinokúrov (Astana Qazaqstan Team), Matthew Busche (Team RadioShack), Rémi Pauriol (FDJ), Matteo Carrara (Vacansoleil-DCM), Laurent Didier (Saxo Bank-Sungard), Julien El Fares (Cofidis), Gorka Izagirre Insausti (Euskaltel–Euskadi), Diego Ulissi (Lampre-ISD) i el mateix Voeckler.
Mentre Gerdemann i Vinokúrov es despengen, el grup capdavanter passa el coll de Calaïson amb 2' 50" sobre el pilot. Carrara és el ciclista millor situat a la general, a aquesta mateixa distància respecte Tony Martin. En l'ascens de la Turbie es produeix una forta selecció, tant entre els escapats com en el gran grup. Pel davant Pauriol, Busche i Didier es despengen. Pel darrere es forma un grup de 20, en què sols Xavier Tondo (Movistar Team) no hi pot ser d'entre els favorits.
Al coll d'Eze Ulissi ataca i és seguit per Voeckler. Al cim disposen de 16" sobre els antics companys d'escapada, 1' 20" sobre Samuel Sánchez, i 1' 32" sobre el grup del líder. En el descens Voeckler deixa Ulissi a 11 km de meta i es presenta en solitari a l'arribada, guanyant, d'aquesta manera, la seva segona etapa de la present edició.
|   | Ciclista           | Equip             | Temps      |
| - | ------------------ | ----------------- | ---------- |
| 1 | Thomas Voeckler    | Europcar          | 3h 15' 58" |
| 2 | Diego Ulissi       | Lampre-ISD        | + 23"      |
| 3 | Julien El Fares    | Cofidis           | + 1' 06"   |
| 4 | Samuel Sanchez     | Euskaltel–Euskadi | + 1' 06"   |
| 5 | David López García | Movistar Team     | + 1' 06"   |

|   | Ciclista        | Equip              | Temps       |
| - | --------------- | ------------------ | ----------- |
| 1 | Tony Martin     | Team HTC-High Road | 34h 03' 37" |
| 2 | Andreas Klöden  | Team RadioShack    | + 36"       |
| 3 | Bradley Wiggins | Team Sky           | + 41"       |
| 4 | Rein Taaramäe   | Cofidis            | + 1' 10"    |
| 5 | Samuel Sánchez  | Euskaltel–Euskadi  | + 1' 13"    |

## Classificacions finals

### Classificació general
|    | Ciclista               | Equip              | Temps       |
| -- | ---------------------- | ------------------ | ----------- |
| 1  | Tony Martin            | Team HTC-High Road | 34h 03' 37" |
| 2  | Andreas Klöden         | Team RadioShack    | + 36"       |
| 3  | Bradley Wiggins        | Team Sky           | + 41"       |
| 4  | Rein Taaramäe          | Cofidis            | + 1' 10"    |
| 5  | Samuel Sánchez         | Euskaltel–Euskadi  | + 1' 13"    |
| 6  | Jean-Christophe Péraud | AG2R La Mondiale   | + 1' 24"    |
| 7  | Janez Brajkovič        | Team RadioShack    | + 1' 34"    |
| 8  | Levi Leipheimer        | Team RadioShack    | + 1' 36"    |
| 9  | Bauke Mollema          | Rabobank ProTeam   | + 2' 04"    |
| 10 | Maxime Monfort         | Team Leopard-Trek  | + 2' 26"    |

|   | Ciclista          | Equip             | Punts |
| - | ----------------- | ----------------- | ----- |
| 1 | Heinrich Haussler | Garmin-Cervélo    | 84    |
| 2 | Andreas Klöden    | Team RadioShack   | 70    |
| 3 | Samuel Sánchez    | Euskaltel–Euskadi | 67    |

|   | Ciclista           | Equip         | Punts |
| - | ------------------ | ------------- | ----- |
| 1 | Rémi Pauriol       | FDJ           | 56    |
| 2 | Thomas Voeckler    | Europcar      | 29    |
| 3 | David López García | Movistar Team | 28    |

|   | Ciclista      | Equip            | Temps       |
| - | ------------- | ---------------- | ----------- |
| 1 | Rein Taaramäe | Cofidis          | 34h 04' 47" |
| 2 | Bauke Mollema | Rabobank ProTeam | + 54"       |
| 3 | Simon Spilak  | Lampre-ISD       | + 2' 14"    |

|   | Equip           | País         | Temps        |
| - | --------------- | ------------ | ------------ |
| 1 | Team RadioShack | Estats Units | 102h 14' 47" |
| 2 | Team Sky        | Regne Unit   | + 3' 04"     |
| 3 | Movistar Team   | Espanya      | + 9' 37"     |

## Evolució de les classificacions
| Etapa (Vencedor)     | Classificació general | Classificació per punts | Classificació de la muntanya | Classificació dels joves | Classificació per equips |
| -------------------- | --------------------- | ----------------------- | ---------------------------- | ------------------------ | ------------------------ |
| 1 (Thomas de Gendt)  | Thomas de Gendt       | Thomas de Gendt         | Damien Gaudin                | Thomas de Gendt          | Vacansoleil-DCM          |
| 2 (Greg Henderson)   | Thomas de Gendt       | Greg Henderson          | Damien Gaudin                | Thomas de Gendt          | Vacansoleil-DCM          |
| 3 (Matthew Goss)     | Matthew Goss          | Heinrich Haussler       | Jussi Veikkanen              | Matthew Goss             | Vacansoleil-DCM          |
| 4 (Thomas Voeckler)  | Thomas de Gendt       | Heinrich Haussler       | Rémi Pauriol                 | Thomas de Gendt          | Vacansoleil-DCM          |
| 5 (Andreas Klöden)   | Andreas Klöden        | Heinrich Haussler       | Rémi Pauriol                 | Robert Kiserlovski       | Team RadioShack          |
| 6 (Tony Martin)      | Tony Martin           | Heinrich Haussler       | Rémi Pauriol                 | Rein Taaramäe            | Team RadioShack          |
| 7 (Rémy di Gregorio) | Tony Martin           | Heinrich Haussler       | Rémi Pauriol                 | Rein Taaramäe            | Team RadioShack          |
| 8 (Thomas Voeckler)  | Tony Martin           | Heinrich Haussler       | Rémi Pauriol                 | Rein Taaramäe            | Team RadioShack          |
| Final                | Tony Martin           | Heinrich Haussler       | Rémi Pauriol                 | Rein Taaramäe            | Team RadioShack          |